# Carl Lumbly
Carl Winston Lumbly (Minneapolis, 14 agosto 1951) è un attore e doppiatore statunitense di origini giamaicane.
È conosciuto principalmente per aver interpretato il ruolo del detective Mark Petrie nella serie televisiva New York New York, quello di Marcus Dixon nella serie televisiva Alias e per aver dato la voce a Martian Manhunter in vari prodotti d'animazione dedicati alla Justice League.

## Biografia

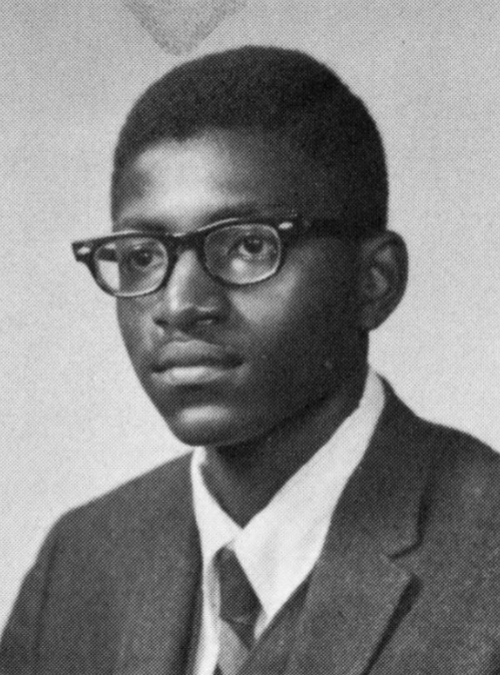
Carl Lumbly nel 1969

Nato a Minneapolis in Minnesota da una famiglia di immigrati giamaicani, Carl Lumbly si è diplomato fra la Minneapolis South High School e il Macalester College di Saint Paul. Prima di diventare attore aveva intrapreso la carriera di giornalista. Un giorno però ottenne una parte in una produzione teatrale e si unì alla compagnia di improvvisazione per due anni (insieme all'allora sconosciuto Danny Glover).
Dopo aver partecipato in ruoli minori in alcune serie televisive e film, nel 1981 ottenne il suo primo ruolo importante nella serie televisiva New York New York in cui recita nel ruolo del detective Mark Petrie. Reciterà in questa serie fino al 1988, anno della fine della messa in onda. Nel 1987 ottenne delle recensioni positive per il ruolo di Bobby Seale (cofondatore delle Pantere Nere) nel film TV della HBO Conspiracy: The Trial of the Chicago 8.
Tra il 1994 ed il 1997 ha recitato nel ruolo di protagonista nella serie di fantascienza di breve durata M.A.N.T.I.S. Nel 2000 ha recitato nel ruolo di Ron Dellums nel film Disney per la televisione Il colore dell'amicizia. Anche se il film era incentrato sull'amicizia della figlia di Dellums con una ragazza bianca del Sudafrica, il film ha anche voluto mettere in mostra il ruolo che Dellums ha ricoperto alla fine dell'apartheid sudafricano. Il suo ruolo più importante e di maggiore visibilità è stato però sicuramente quello di Marcus Dixon nella serie televisiva di successo Alias. Lumbly ha recitato in questo ruolo per tutta la durata della serie cioè dal 2001 al 2006.
Oltre ad essere un attore Lumbly è anche un doppiatore. Ha dato la sua voce a vari personaggi di serie a cartoni animati come Martian Manhunter in Justice League Unlimited, il sindaco di Metropolis in Le avventure di Superman e al cattivo Stalker in Batman of the Future. Successivamente ha recitato nel ruolo del Tenente Daniel "Bulldog" Novacek nella serie televisiva Battlestar Galactica ed è anche apparso nel videogioco Command & Conquer 3: Kane's Wrath espansione di Command & Conquer 3: Tiberium Wars.
Ha interpretato anche il ruolo del signore della droga, Hank "Saint"
St.John. nella serie televisiva S.W.A.T, remake dell'omonima serie televisiva del 1975

### Vita privata
Nel 1987 si è sposato con l'attrice Vonetta McGee, con la quale avrà un figlio. I due rimarranno assieme fino al 10 luglio 2010, giorno di morte dell'attrice, deceduta per un arresto cardiaco.

## Filmografia

### Cinema
- Fuga da Alcatraz (Escape from Alcatraz), regia di Don Siegel (1979)
- Il cavernicolo (Caveman), regia di Carl Gottlieb (1981)
- Lifepod, regia di Bruce Bryant (1981)
- Le avventure di Buckaroo Banzai nella quarta dimensione (The Adventures of Buckaroo Banzai Across the 8th Dimension), regia di W. D. Richter (1984)
- La finestra della camera da letto (The Bedroom Window), regia di Curtis Hanson (1987)
- Berlino - Opzione zero (Judgment in Berlin), regia di Leo Penn (1988)
- Un amore, una vita (Everybody's All-American), regia di Taylor Hackford (1988)
- Dormire con rabbia (To Sleep with Anger), regia di Charles Burnett (1990)
- Uno sconosciuto alla porta (Pacific Heights), regia di John Schlesinger (1990)
- South Central - Zona a rischio (South Central), regia di Stephen Milburn Anderson (1992)
- Benvenuta in paradiso (How Stella Got Her Groove Back), regia di Kevin Rodney Sullivan (1998)
- Men of Honor - L'onore degli uomini (Men of Honor), regia di George Tillman Jr. (2000)
- 9mm of Love, regia di Robert Duncan McNeill - cortometraggio (2000)
- Just a Dream, regia di Danny Glover (2002)
- Nat Turner: A Troublesome Property, regia di Charles Burnett (2003)
- Namibia: The Struggle for Liberation, regia di Charles Burnett (2007)
- The Alphabet Killer, regia di Rob Schmidt (2008)
- Nominated, regia di Dan Pavlik (2010)
- 99%, regia di Celik Kayalar - cortometraggio (2012)
- Quitters, regia di Noah Pritzker (2015)
- Gilpin's Nightmare, regia di Kim Jiang Dubaniewicz - cortometraggio (2016)
- Love Twice, regia di Rob Nilsson (2016)
- La cura dal benessere (A Cure for Wellness), regia di Gore Verbinski (2016)
- Doctor Sleep, regia di Mike Flanagan (2019)
- Captain America: Brave New World, regia di Julius Onah (2025)

### Televisione
- Squadra emergenza (Emergency!) - serie TV, 1 episodio (1978)
- Undercover with the KKK - Film TV (1979)
- Taxi - serie TV, 1 episodio (1980)
- I Jefferson (The Jeffersons) - serie TV, 1 episodio (1981)
- Truck Driver (B.J. and the Bear) - serie TV, 1 episodio (1981)
- Mary Benjamin (Nurse) - serie TV, 1 episodio (1981)
- New York New York (Cagney & Lacey) – serie TV, 93 episodi (1981-1988)
- Great Performances - serie TV, 1 episodio (1985)
- Conspiracy: The Trial of the Chicago 8 (1987)
- Avvocati a Los Angeles – serie TV, 7 episodi (1989-1990)
- Moe's World (1990)
- Un fratello venuto dal futuro (Brother Future), regia di Roy Campanella II – film TV (1991)
- Eyes of a Witness (1991)
- Back to the Streets of San Francisco (1992)
- Going to Extremes (1992)
- Tribeca - serie TV, 1 episodio (1993)
- Fuori dall'oscurità (1994)
- M.A.N.T.I.S. (1994)
- On Promised Land (1994)
- SeaQuest - serie TV, 1 episodio (1994)
- Cagney & Lacey: The Return (1994)
- M.A.N.T.I.S. – serie TV, 22 episodi (1994-1997)
- Lazarus Man (The Lazarus Man) - serie TV, 1 episodio (1996)
- America's Dream - film TV (1996)
- Chicago Hope - serie TV, 1 episodio (1996)
- Nightjohn - film TV (1996)
- Il tocco di un angelo (Touched by an Angel) - serie TV, 1 episodio (1996)
- X-Files (The X-Files) - serie TV, 1 episodio (1996)
- EZ Streets - serie TV, 7 episodi (1996-1997)
- Una vita di ricordi - film TV (1997)
- Buffalo Soldiers - film TV (1997)
- Il matrimonio di Shelby (The Wedding) – miniserie TV, 2 puntate (1998)
- Da un giorno all'altro (Any Day Now) – serie TV, 2 episodi (1998)
- Strange World - serie TV, 1 episodio (1999)
- Border Line - film TV (1999)
- E.R. - Medici in prima linea (ER) – serie TV, 2 episodi (1999)
- The Wild Thornberrys - serie TV, 2 episodi (1999-2000)
- Il colore dell'amicizia (The Color of Friendship), regia di Kevin Hooks – film TV (2000)
- Little Richard - film TV (2000)
- West Wing - Tutti gli uomini del Presidente (The West Wing) - serie TV (2000)
- I magnifici sette (The Magnificent Seven) – serie TV, 1 episodio (2000)
- In tribunale con Lynn (Family Law) - serie TV, 1 episodio (2000)
- Kate Brasher - serie TV, 1 episodio (2001)
- Night Visions - serie TV, 1 episodio (2001)
- Alias – serie TV, 95 episodi (2001-2006)
- Sounder - film TV (2003)
- Slavery and the Making of America - serie TV, 1 episodio (2005)
- Battlestar Galactica - serie TV, 1 episodio (2006)
- Cold Case - Delitti irrisolti (Cold Case) - serie TV, 1 episodio (2008)
- Grey's Anatomy - serie TV, episodio 5x05 (2008)
- Chuck - serie TV, 1 episodio (2008)
- Trauma - serie TV, 1 episodio (2010)
- Criminal Minds - serie TV, 1 episodio (2010)
- NCIS - Unità anticrimine (NCIS) - serie TV, episodio 8x19 (2011)
- Southland – serie TV, 3 episodi (2012)
- NCIS: Los Angeles   Serie TV, 4 episodi (2017-2018)
- Supergirl – serie TV, 15 episodi (2017-2019)
- This Is Us – serie TV, 2 episodi (2019)
- The Chi – serie TV, 1 episodio (2019)
- The Falcon and the Winter Soldier – miniserie TV, 3 episodi (2021)
- La caduta della casa degli Usher (The Fall of the House of Usher) – miniserie TV, 8 episodi (2023)
- Obliterated - Una notte da Panico (Obliterated) – serie TV, 6 episodi (2023)

### Doppiatore
- The American Experience - serie TV, 2 episodi (1991-2001)
- The Real Adventures of Jonny Quest - serie TV, 1 episodio (1997)
- Le avventure di Superman - serie TV, 2 episodi (1997-1999)
- Batman of the Future - serie TV, 2 episodi (1999-2000)
- Justice League Unlimited - serie TV, 64 episodi (2001-2006) - Martian Manhunter
- Static Shock - serie TV, 3 episodi (2003)
- Alias: The Game (2004) - videogioco
- Command & Conquer 3: Kane's Wrath (2008) - videogioco
- Immigrants (L.A. Dolce Vita) (2008)
- Black Panther - serie TV, 4 episodi (2008)
- Batman: The Brave and the Bold - serie TV, 1 episodio (2009)

## Doppiatori italiani
Nelle versioni in italiano delle opere in cui ha recitato, Carl Lumbly è stato doppiato da:
- Roberto Draghetti in The Alphabet Killer, Cold Case - Delitti irrisolti, NCIS: Los Angeles (ep. 9x13-14)
- Massimo Corvo in Uno sconosciuto alla porta, NCIS: Los Angeles (ep. 8x21-22)
- Antonio Palumbo in E.R. - Medici in prima linea, Criminal Minds
- Ennio Coltorti in This Is Us (ep. 6x06), Doctor Sleep
- Carlo Valli in The Falcon and The Winter Soldier, Captain America: Brave New World
- Antonello Governale ne I Jefferson
- Roberto Pedicini in Le avventure di Buckaroo Banzai nella quarta dimensione
- Sandro Sardone in New York New York
- Diego Reggente in Lettere per la libertà
- Carlo Marini in X-Files
- Giorgio Locuratolo in Men of Honor - L'onore degli uomini
- Luca Biagini in Alias
- Antonio Sanna in Grey's Anatomy
- Saverio Indrio in Chuck
- Alberto Angrisano in The Returned
- Stefano Mondini in NCIS - Unità anticrimine
- Gianni Giuliano in Zoo
- Mario Bombardieri ne La cura dal benessere
- Fabrizio Temperini in Supergirl
- Dario Oppido in This Is Us (ep. 3x13)
- Giovanni Petrucci in The Chi
- Paolo Buglioni in S.W.A.T.
- Franco Mannella ne La caduta della casa degli Usher
- Davide Marzi in Obliterated - Una notte da Panico

Da doppiatore è sostituito da:
- Maurizio Trombini in Justice League
- Marco Pagani in BioShock 2
- Riccardo Rovatti in Heroes of the Storm